# Orîșci, Ivanîci
Orîșci (în ucraineană Орищі) este un sat în comuna Lukovîci din raionul Ivanîci, regiunea Volînia, Ucraina.

## Demografie
Componența lingvistică a localității Orîșci
     Ucraineană (99,78%)
     Alte limbi (0,22%)
Conform recensământului din 2001, majoritatea populației localității Orîșci era vorbitoare de ucraineană (99,78%), existând în minoritate și vorbitori de alte limbi.